# Motorola 8900
Il Motorola 8900 è stato un telefono cellulare sviluppato dalla Motorola e commercializzato nel 1997.
Questo cellulare era, nella forma, quasi identico al predecessore Motorola 8700, dal quale differiva solamente di pochi millimetri nel supporto dell'antenna; nella sostanza manteneva gran parte dell'elettronica del predecessore (tastiera, display, accessori esterni), ma presentava un inedito modulo radio capace di connettersi in dual-band alle reti GSM a 900 o 1800 MHz. Facendo raffronti tra modelli precedenti e successivi, si può dedurre che questo cellulare ha rappresentato il tetto evolutivo del "progetto" MicroTAC, in quanto tutti i successori del modello 8900 saranno profondamente diversi nella forma e nella circuiteria dal "capostipite" e perderanno la compatibilità con gli accessori sviluppati per questi cellulari.
Il codice TAC (Type Approval Code) del Motorola 8900 è 447373 e costituisce le prime 6 cifre dei codici IMEI dei telefoni di questo modello.

## Batteria
La batteria mantiene le connessioni meccaniche ed elettriche sviluppate nel passato per il progetto MicroTAC e comune a praticamente tutta la produzione Motorola della fine del secolo scorso. Il modello 8900 monta esattamente le stesse batterie del predecessore Motorola 8700. Era disponibile anche un adattatore di emergenza, a catalogo della Casa madre, che permetteva di alimentare il telefono con una serie di 5 batterie del tipo AA.
Per una lista delle batterie utilizzabili si veda anche la voce Motorola 8700.

## Funzioni
Il telefono ha le funzioni essenziali di un GSM di base: permette solamente chiamate in fonia ed invio e ricezione di SMS, senza funzioni aggiuntive.
Il software del telefono ricalca esattamente quello del predecessore ed è organizzato in modo razionale. Anche in questo caso una serie di icone relative ad alcune funzioni ne rende più semplice ed intuitivo l'utilizzo.
La memoria del telefono permette di archiviare fino a 100 numeri di telefono comprensivi di nominativo, in aggiunta a quelli archiviabili direttamente nella SIM fornita dall'operatore.
Con la batteria di serie pienamente efficiente l'autonomia dell'apparecchio può arrivare a 60 ore di stand-by o 3 ore di conversazione, esattamente come il modello 8700.
Il telefono dispone di varie suonerie selezionabili, tra cui una musicale non polifonica e la vibrazione.
Contrariamente al predecessore 8700, il modello 8900 supporta la modalità di chiamata in conferenza ed è dotato di orologio.
Il telefono 8900, dal momento che sfrutta la tecnologia GSM, può essere utilizzato per telefonare e scambiare SMS ancora oggi.

## Accessori
Questo telefono è sostanzialmente identico al Motorola 8700 eccezion fatta per la presenza di un orologio digitale e il modulo radio, funzionante anche a 1800 MHz e non solo a 900 MHz, pertanto la gamma di accessori, dal kit viva voce al caricabatterie, resta identica ed intercambiabile con quella dei predecessori.